# Betta macrostoma
Betta macrostoma — прісноводний вид риб з родини осфронемових (Osphronemidae), підродина макроподових (Macropodusinae).
Назва macrostoma походить від давньогрецьких слів μακρός = «довгий, великий» і στόμα = «рот, отвір»; іншими словами, вона означає «з великим ротом». Народна назва виду: брунейська красуня (англ. Brunei Beauty).
Й. Фірке (нім. J. Vierke) 1991 року запропонував визнати три групи видів у складі роду Betta, ґрунтуючись майже виключно на етологічних ознаках та загальній формі тіла. Однієї з них була група B. macrostoma, до складу якої Фірке включив B. unimaculata, B. patoti і B. macrostoma. Всі ці види інкубують ікру в роті. Наступного року К.-Е. Вітте і Ю. Шмідт (Witte & Schmidt, 1992) переглянули цей поділ на основі поведінкових та морфологічних ознак, що легко діагностуються, і попередньо визначили 15 груп видів Betta, серед яких окремо B. unimaculata і B. macrostoma. П. К. Л. Нг і М. Коттела (Ng & Kottelat, 1994) трохи модифікували цей поділ, після чого лишилося 13 груп видів, серед яких група B. unimaculata, що включає види B. unimaculata, B. macrostoma, B. patoti, B. ocellata, B. gladiator і B. pallifina.
Генетичні дослідження (Panijpan et al., 2004) показали, що Betta macrostoma не може бути членом групи B. unimaculata, а ще, що Betta macrostoma є кореневим елементом філогенетичного дерева роду Betta.

## Опис
Betta macrostoma — вид з дуже характерною зовнішністю. Тіло невисоке, витягнуте, торпедоподібної форми, голова велика з довгими щелепами. Максимальна стандартна (без хвостового плавця) довжина досліджених зразків становила 67,0 мм, загальна довжина 131,0-137,0 % стандартної, висота тіла біля початку спинного плавця 18,5-21,1 %, а довжина голови 30,4-33,3 % стандартної довжини. Довжина нижньої щелепи дорівнює 38,0-54,0 % довжини голови. В акваріумах ці риби можуть виростати до 9 см.
Спинний і анальний плавці маленькі, округлі. Округлим є й хвостовий плавець. Черевні плавці мають короткий ниткоподібний м'який промінь. Спинний плавець має 0-1 твердий промінь і 9-11 м'яких променів, анальний — 0-1 твердий і 24-27 м'яких, у грудних плавцях по 13-14 м'яких променів. Хребців 31-32. У бічній лінії 32-33 луски.
Самці, як правило більші за самок, мають ширшу голову й більші за розміром плавці, а, головне, вони набагато барвистіші. Забарвлення коричного кольору з чорним малюнком на голові та плавцях. Чорні ділянки під оком і на нижній половині зябрових кришок сходяться на горлі й утворюють спільний візерунок із чорними променями грудних плавців. Велика червона пляма на зябрових кришках оточена чорним полем. На спинному плавці біля кореня розташована характерна кругла чорна пляма; крім того, зовні цей плавець має тонку білу облямівку. Хвостовим плавцем проходять 2-3 широких чорних вертикальних смуги, розділені більш світлими червоними зонами. Широка чорна зона займає задній край цього плавця, а по самому краю вона обмежена білою облямівкою. Анальний плавець червоний із чорним зовнішнім краєм. Кінчики черевних плавців білі. У нерестовий період самець набуває чудового оранжевого, майже червоного забарвлення, а чорний малюнок стає більш контрастним.
Забарвлення самок невиразне, сріблясто-коричневе з поздовжніми смугами на боках, відсутніми у самців. На хвостовому стеблі є чорна цятка, а хвостовий плавець має лише темний край, чорний малюнок на голові та плавцях відсутній. Молодь забарвлена так само, як дорослі самки.
Інтенсивність забарвлення відрізняється у різних популяцій, у деяких відсутня пляма на спинному плавці.

## Поширення
Betta macrostoma водиться на півночі острова Калімантан, в межах Брунею (округ Белайт) та сусідніх районів малайзійського штату Саравак.
Риби були виявлені на мілководді (глибина близько 30 см) із глинястим дном. Тримаються вони на спокійних ділянках швидкоплинних річок, переважно в заводях або в ставках, розташованих уздовж головного русла річки. Вода чиста, показник pH в межах 4,4-5,7; твердість до 10° dH; температура 24–26 °C. Живуть макростоми парами або групою, що складається з одного дорослого та декількох неповнолітніх екземплярів. Інші риби тут практично не зустрічаються.
У Червоному списку МСОП вид має статус «уразливий», критерій «D2». Це означає, що популяція дуже мала або ізольована, і вид може опинитися під критичною загрозою й навіть зникнути протягом короткого часу.
Султан Брунею виявив особисту зацікавленість у брунейській красуні й оголосив її захищеною на території своєї країни. У Брунеї цей вид риб забороняється ловити, тримати в неволі або продавати. B. macrostoma також заборонена до експорту. Відкидаючи моральну неоднозначність, риба все-таки потрапила до акваріумів і була розведена любителями, її зокрема можна купити у селекціонерів з Таїланду або Сінгапуру.

## Розмноження
Betta macrostoma належить до групи видів, що інкубують ікру в роті.
У нерестовий період риби змінюють своє забарвлення. Самець стає значно яскравішим, а у самки дуже виразними стають горизонтальні смуги. Крім того черево у самки круглішає через наповнення зрілою ікрою. Самець підпливає до самки, вигинає своє тіло й повністю розправляє плавці. У відповідь самка звивається, нагадуючи своїми рухами змію. Початок нересту ініціює самка. Притискаючи плавці до тіла, вона наближається до самця. Риби входять у контакт, і самець обгортається своїм тілом навколо самки та перевертає її черевом догори. При цьому самець утворює своїм тілом повне кільце, торкаючись кінчиком носа кінчика хвоста. У такій позиції самець вичавлює із самки порцію ікри й відразу запліднює її. Самець деякий час лишається нерухомим, у вигині його анального плавця зазвичай лежить ікра, але деякі ікринки падають на дно. Самка виходить із обіймів і збирає ротом ікру. Тоді вона підпливає до самця, який на той час уже отямився, й випльовує в напрямку його рота декілька ікринок. Самець намагається зловити їх. Коли вся порції ікри опиниться в роті у самця, риби відновлюють нерест. Акт відкладання ікри неодноразово повторюється. У кінці нересту, коли самка повністю звільниться від ікри й передасть самцеві останню ікринку, вона намагається заховатись. Самець продовжує приставати до неї, прагнучи отримати ще ікри, але врешті полишає ці спроби й переходить у режим виношування ікри. Нерест триває, як правило, від 2 до 4 годин.
Ікринки досить великі. Горло у самця розбухає, коли там збирається вся ікра. Переходячи до інкубації, він забивається у схованку. Його забарвлення стає блідим і невиразним. Виношування потомства триває близько 3 тижнів. Після цього батько партіями випускає вже повністю сформованих мальків. Вони досить великі, близько 0,5-1 см завдовжки, повністю незалежні й вільно плавають.

## Утримання в акваріумі
Брунейська красуня має комерційне значення в торгівлі акваріумними рибами. Вперше вид був завезений до Європи (в Німеччину) 1984 року, до Америки — 1980 року. Ціни на цих риб лишаються високими: 50-200 € у Німеччині і 80-300 $ у США.
Важкий для утримування в акваріумі вид риб, який можуть тримати тільки фахівці. Необхідна абсолютно чиста, кисла (pH 4,0-7,5) й дуже м'яка (до 10,0° dH) вода з температурою 23-26 °C. Риби не витримують брудну воду, тому обов'язковими є прибирання залишків корму, фільтрація й часті зміни води. Улітку воду слід охолоджувати.
Рекомендується тримати цих риб парами у просторому видовому акваріумі місткістю щонайменше 75 літрів. В акваріумі повинна бути густа рослинність, в тому числі й на поверхні. На дно кладуть корчі, горщики для квітів, шматки ПВХ-труб. Вони створюють необхідні для риб схованки. Зверху акваріум тісно закривають, тому що макростоми чудово стрибають і знаходять при цьому найменші щілини.
Корм: живий, морожений, високоякісні гранули тощо. Приймають заходи, щоб разом із кормом не занести в акваріум інфекцію.
Якщо риб вдається успішно утримувати, вони зазвичай розводяться в неволі. У видовому акваріумі нерест можна й не помітити. При груповому утримуванні риби самі знаходять собі пару. Таку пару краще відсадити до окремого нерестовища.
Після нересту дуже важливо забезпечити самцеві абсолютний спокій і тишу. Будь-який неспокій в перший тиждень змусить його проковтнути свій виводок. Поки самець виношує потомство, його не годують, щоб не провокувати ковтання приплоду.
Мальки, що вийшли на свободу, відразу беруть наупліуси артемій та оцтові нематоди, а також перетертий сухий корм, як штучний планктон. Існують різні повідомлення стосовно того, чи батьки їдять своїх мальків, тому останніх рекомендується вирощувати окремо. Мальки ростуть досить швидко. Приблизно через 6 місяців, коли вони мають довжину 2 дюйми, можна розрізнити самців і самок.

## Відео
- Betta macrostoma - Brunei beauty (Augenfleck Kampffisch) на YouTube by AquaticsPantaRhei
- Ikan Cupang Alam Jenis Macrostoma Asli Brunei на YouTube by Top10Pedia
- The King of Betta Macrostoma's Natural Habitat на YouTube by ChengCha Vang
- Betta Macrostoma Pair на YouTube by Benbugman
- Betta Macrostoma - 3 Males establishing domanacy на YouTube by Speedie Aquatics
- Betta Macrostoma Spawn 1/2 на YouTube by The Unbound